# El-Tarif
El-Tarif (ou nécropole des Antef, en arabe : إلطارف) est une des nécropoles de Thèbes qui se situe sur la rive occidentale du Nil, en face Vieux-Gournah, au nord du temple funéraire de Séthi Ier et juste au sud-ouest du village actuel d'El-Tarif.

## Histoire
C'est la plus ancienne et la plus septentrionale des nécropoles de Thèbes-Ouest. Cette nécropole abrite près de 250 tombes, dont un certain nombre, des mastabas en brique crue, date de l'Ancien Empire (a minima la IVe-Ve dynastie, voire dès la IIIe dynastie). Les autres tombes datent principalement de la fin de la Première Période intermédiaire, du début du Moyen Empire et de la Deuxième Période intermédiaire. Les tombes typiques du début de la XIe dynastie (fin de la Première Période intermédiaire), étaient creusées dans le gravier et le substrat rocheux du désert, avec leurs lieux d'offrandes précédés d'une avant-salle large mais peu profonde, dont la façade était constituée d'une série de piliers, donnant à ces sépulcres leur nom arabe, saff, qui implique « plusieurs portes ».
Il est à noter que les tombes des rois locaux du début de la XIe dynastie, à la fin de la Première Période intermédiaire, s'y trouvent et sont, d'une point de vue architecturale, que des versions bien plus grandes que les tombes de particuliers :
- Tombe « Saff el-Dawaba » d'Antef Ier (?)[5],[4],
- Tombe « Saff el-Kisasija » d'Antef II[5],[6],
- Tombe « Saff el-Baqar » d'Antef III[7],[6].